# Élections municipales partielles françaises de 2016
Des élections municipales partielles ont lieu en 2016 en France.

## Bilan
| Partis       | Partis                    | Maires sortants | Maires élus | Évolution |
| ------------ | ------------------------- | --------------- | ----------- | --------- |
|              | Parti socialiste          |                 |             |           |
|              | Parti communiste français | 1               | 2           | 1         |
|              | Europe Écologie Les Verts |                 |             |           |
|              | Parti radical de gauche   |                 |             |           |
|              | Parti de gauche           |                 |             |           |
|              | Divers gauche             |                 |             |           |
| Total gauche |                           |                 |             |           |
|              | Front national            |                 |             |           |
|              | Mouvement démocrate       |                 |             |           |
|              | Divers                    |                 |             |           |
| Total divers |                           |                 |             |           |
|              | Les Républicains          |                 |             |           |
|              | Divers droite             |                 |             |           |
| Total droite |                           |                 |             |           |

## Élections

### Bernay(Eure)
À la suite de la démission du conseil municipal
| Tête de liste | Tête de liste          | Liste         | Premier tour | Premier tour | Second tour | Second tour | Sièges | Sièges |
| Tête de liste | Tête de liste          | Liste         | Voix         | %            | Voix        | %           | CM     | ITBTN  |
| ------------- | ---------------------- | ------------- | ------------ | ------------ | ----------- | ----------- | ------ | ------ |
|               | Jean-Hugues Bonamy élu | UDI (LR)      | 1 401        | 38,29        | 1 541       | 40,17       | 24     | 13     |
|               | Ingrid Varangle        | Divers gauche | 699          | 19,10        | 534         | 13,92       | 2      | 1      |
|               | Marie-Lyne Vagner      | Divers droite | 1 120        | 30,7         | 1 347       | 35,11       | 5      | 2      |
|               | Pascal Didtsch         | FG            | 439          | 12           | 414         | 10,79       | 2      | 1      |
|               |                        |               |              |              |             |             |        |        |
| Inscrits      | Inscrits               | Inscrits      | 7 165        | 100,00       | 7 165       | 100,00      |        |        |
| Abstentions   | Abstentions            | Abstentions   | 3 409        | 47,58        | 3 245       | 45,42       |        |        |
| Votants       | Votants                | Votants       | 3 756        | 52,42        | 3 911       | 54,58       |        |        |
| Blancs        |                        |               |              |              |             |             |        |        |
| Nuls          |                        |               |              |              |             |             |        |        |
| Exprimés      | Exprimés               | Exprimés      | 3 659        |              | 545         |             |        |        |

### Billom(Puy-de-Dôme)
À la suite du décès en octobre 2015 du maire Pierre Guillon, une élection municipale partielle est organisée les 24 et 31 janvier.
Les résultats du premier tour : 
- Ensemble pour Billom (FG) : 696 (38,97 %)
- Billomois réveillons nous (Divers soutenu par LR-UDI) : 624 (34,94 %)
- Billom pour tous (PS) : 466 (26,09 %)

Résultats du second tour :
- Ensemble pour Billom : 44 % (845 voix, 20 sièges au conseil municipal)
- Billomois, réveillons-nous : 37,5 % (700 voix, 5 sièges)
- Billom pour tous : 19,2 % (354 voix, 2 sièges)

La tête de liste du Front de gauche, Jean-Michel Charlat, devient le nouveau maire de Billom.

### Hautmont(Nord)
- Maire sortant : Daniel Devins (LR)

L'élection est causée par la démission du conseil municipal.
| Tête de liste | Tête de liste     | Liste         | Premier tour | Premier tour | Sièges | Sièges |
| Tête de liste | Tête de liste     | Liste         | Voix         | %            | CM     | CA     |
| ------------- | ----------------- | ------------- | ------------ | ------------ | ------ | ------ |
|               | Joël Wilmotte élu | LR            | 2 312        | 79,94        | 30     | 7      |
|               | Anthony Larroque  | Divers gauche | 580          | 20,06        | 3      | 1      |
|               |                   |               |              |              |        |        |
| Inscrits      | Inscrits          | Inscrits      | 9 814        | 100,00       |        |        |
| Abstentions   | Abstentions       | Abstentions   | 6 827        | 69,57        |        |        |
| Votants       | Votants           | Votants       | 2 986        | 30,43        |        |        |
| Blancs        |                   |               |              |              |        |        |
| Nuls          |                   |               |              |              |        |        |
| Exprimés      | Exprimés          | Exprimés      | 2 892        |              |        |        |

### Kaysersberg Vignoble(Haut-Rhin)
19 et 26 juin 2016.
| Tête de liste  | Tête de liste   | Liste          | Premier tour | Premier tour | Second tour | Second tour | Sièges | Sièges |
| Tête de liste  | Tête de liste   | Liste          | Voix         | %            | Voix        | %           | CM     | CC     |
| -------------- | --------------- | -------------- | ------------ | ------------ | ----------- | ----------- | ------ | ------ |
|                | Françoise Grass | Divers gauche  | 929          | 40,01        | 1 091       | 46,11       |        |        |
|                | Pascal Lohr élu | Divers droite  | 845          | 36,39        | 1 275       | 53,89       |        |        |
|                | Thierry Speitel | MoDem          | 548          | 23,60        |             |             |        |        |
|                |                 |                |              |              |             |             |        |        |
| Inscrits       | Inscrits        | Inscrits       | 3 756        | 100          | 3 756       | 100         |        |        |
| Votants        | Votants         | Votants        | 2 381        | 63,39        | 2 429       | 64,67       |        |        |
| Blancs et Nuls | Blancs et Nuls  | Blancs et Nuls | 59           | 2,48         | 63          | 2,59        |        |        |
| Exprimés       | Exprimés        | Exprimés       | 2 322        | 97,52        | 2 366       | 97,41       |        |        |

### Loudéac(Côtes-d'Armor)
- Maire sortant : Gérard Huet (DVD)
- Maire élu : Bruno Le Bescaut (DVG)

- Contexte : Démission de plus d'un tiers des membres du conseil municipal.

| Tête de liste                             | Tête de liste      | Liste          | Premier tour | Premier tour | Second tour | Second tour | Sièges | Sièges |
| Tête de liste                             | Tête de liste      | Liste          | Voix         | %            | Voix        | %           | CM     | CC     |
| ----------------------------------------- | ------------------ | -------------- | ------------ | ------------ | ----------- | ----------- | ------ | ------ |
|                                           | Christophe Le Ho   | DVD-LR         | 1 599        | 36,32        | 1 658       | 35,49       | 5      | 2      |
| Œuvrons toujours pour l'avenir de Loudéac |                    |                | 1 599        | 36,32        | 1 658       | 35,49       | 5      | 2      |
|                                           | Bruno Le Bescaut   | DVG            | 1 408        | 31,98        | 1 669       | 35,72       | 20     | 9      |
| Un nouvel élan pour Loudéac               |                    |                | 1 408        | 31,98        | 1 669       | 35,72       | 20     | 9      |
|                                           | Florent Franckaërt | DVD            | 1 396        | 31,71        | 1 347       | 28,83       | 4      | 2      |
| Agir ensemble pour Loudéac                |                    |                | 1 396        | 31,71        | 1 347       | 28,83       | 4      | 2      |
|                                           |                    |                |              |              |             |             |        |        |
| Inscrits                                  | Inscrits           | Inscrits       | 7 338        | 100,00       | 7 329       | 100,00      |        |        |
| Abstentions                               | Abstentions        | Abstentions    | 2 819        | 38,42        | 2 577       | 35,16       |        |        |
| Votants                                   | Votants            | Votants        | 4 519        | 61,58        | 4 752       | 64,84       |        |        |
| Blancs et nuls                            | Blancs et nuls     | Blancs et nuls | 116          | 2,57         | 80          | 1,68        |        |        |
| Exprimés                                  | Exprimés           | Exprimés       | 4 403        | 97,43        | 4 672       | 98,31       |        |        |

### Merlimont(Pas-de-Calais)
À la suite de la démission pour cumul de mandats de Jean-François Rapin (LR, maire et conseiller régional, il est devenu sénateur après la démission de Natacha Bouchart du Sénat pour cumul de mandats), une élection municipale partielle a eu lieu le 13 mars à Merlimont (3200 habitants) afin d'avoir un conseil municipal complet pour l'élection du nouveau maire. Une seule liste a été déposée avec à sa tête Mary Bonvoisin, 2e adjointe sortante.
Résultats du 1er et unique tour :
- Inscrits : 2794
- Votants : 1143 / 40,9 %
- Exprimés : 982
- Liste UD de Mary Bonvoisin : 982 voix / 100 % / 23 sièges au conseil municipal

### Péchabou(Haute-Garonne)
3 avril 2016.

### Plélan-le-Grand(Ille-et-Vilaine)
17 avril 2016.

### Saint-Aubin-du-Cormier(Ille-et-Vilaine)
- Maire sortant : Jérôme Bégasse (DVG)
- Maire réélu : Jérôme Bégasse (DVG)

- Contexte : Démission du maire et de plus d'un tiers des membres du conseil municipal[4].

|                                                 | Jérôme Bégasse *    | DVG         | 804   | 56,86  | 21 | 6 |  |  |
| Saint-Aubin, associons nos forces               |                     |             | 804   | 56,86  | 21 | 6 |  |  |
|                                                 | Frédérique Miramont | UDI         | 610   | 43,14  | 6  | 2 |  |  |
| Apaisons, rassemblons, dynamisons notre commune |                     |             | 610   | 43,14  | 6  | 2 |  |  |
|                                                 |                     |             |       |        |    |   |  |  |
| Inscrits                                        | Inscrits            | Inscrits    | 2 232 | 100,00 |    |   |  |  |
| Abstentions                                     | Abstentions         | Abstentions | 794   | 35,57  |    |   |  |  |
| Votants                                         | Votants             | Votants     | 1 438 | 64,43  |    |   |  |  |
| Blancs                                          | Blancs              | Blancs      | 9     | 0,62   |    |   |  |  |
| Nuls                                            | Nuls                | Nuls        | 15    | 1,04   |    |   |  |  |
| Exprimés                                        | Exprimés            | Exprimés    | 1 414 | 98,33  |    |   |  |  |
| * Liste du maire sortant                        |                     |             |       |        |    |   |  |  |

### Saulx-les-Chartreux(Essonne)
5 et 12 juin 2016.

### Rosporden(Finistère)
3 juillet 2016.

### Saint-Lys(Haute-Garonne)
- Maire sortant : Jacques Tène (PS)
- Maire élu : Serge Deuilhé (PS diss.)

- Contexte : Démission de plus de la moitié des membres du conseil municipal

| Tête de liste                   | Tête de liste    | Liste                    | Premier tour | Premier tour | Second tour | Second tour | Sièges | Sièges |
| Tête de liste                   | Tête de liste    | Liste                    | Voix         | %            | Voix        | %           | CM     | CC     |
| ------------------------------- | ---------------- | ------------------------ | ------------ | ------------ | ----------- | ----------- | ------ | ------ |
|                                 | Serge Deuilhé    | PS diss. - LR app. - DVD | 964          | 35,57        | 1 183       | 38,57       | 21     | 2      |
| Saint-Lys ensemble              |                  |                          | 964          | 35,57        | 1 183       | 38,57       | 21     | 2      |
|                                 | Catherine Renaux | EÉLV - MoDem             | 962          | 35,50        | 1 118       | 36,45       | 5      | 2      |
| L'alternative pour Saint-Lys    |                  |                          | 962          | 35,50        | 1 118       | 36,45       | 5      | 2      |
|                                 | Jacques Tène *   | PS - PRG                 | 784          | 28,93        | 766         | 24,97       | 3      | 0      |
| Saint-Lys pour vous, avant tout |                  |                          | 784          | 28,93        | 766         | 24,97       | 3      | 0      |
|                                 |                  |                          |              |              |             |             |        |        |
| Inscrits                        | Inscrits         | Inscrits                 | 6 269        | 100,00       | 6 269       | 100,00      |        |        |
| Abstentions                     | Abstentions      | Abstentions              | 3 433        | 54,76        | 3 093       | 49,34       |        |        |
| Votants                         | Votants          | Votants                  | 2 836        | 45,24        | 3 176       | 50,66       |        |        |
| Blancs et nuls                  | Blancs et nuls   | Blancs et nuls           | 126          | 4,44         | 109         | 3,43        |        |        |
| Exprimés                        | Exprimés         | Exprimés                 | 2 710        | 95,56        | 3 067       | 96,57       |        |        |
| * Liste du maire sortant        |                  |                          |              |              |             |             |        |        |

### Seilh(Haute-Garonne)
- Maire sortant : Jean-Louis Miégeville (DVD)
- Maire élu : Guy Lozano (PRG)

- Contexte : Démission de plus de la moitié des membres du conseil municipal.

| Tête de liste            | Tête de liste           | Liste          | Premier tour | Premier tour | Second tour | Second tour | Sièges | Sièges |
| Tête de liste            | Tête de liste           | Liste          | Voix         | %            | Voix        | %           | CM     | CC     |
| ------------------------ | ----------------------- | -------------- | ------------ | ------------ | ----------- | ----------- | ------ | ------ |
|                          | Guy Lozano              | PRG            | 443          | 43,01        | 543         | 50,51       | 18     | 1      |
| Unis pour Seilh          |                         |                | 443          | 43,01        | 543         | 50,51       | 18     | 1      |
|                          | Jean-Louis Miégeville * | DVD            | 359          | 34,85        | 531         | 49,49       | 5      |        |
| Seilh pour tous          |                         |                | 359          | 34,85        | 531         | 49,49       | 5      |        |
|                          | Annette Sorba-Dupré     | DVG            | 228          | 22,14        |             |             |        |        |
| Un nouvel horizon        |                         |                | 228          | 22,14        |             |             |        |        |
|                          |                         |                |              |              |             |             |        |        |
| Inscrits                 | Inscrits                | Inscrits       | 2 022        | 100,00       | 2 022       | 100,00      |        |        |
| Abstentions              | Abstentions             | Abstentions    | 979          | 48,42        | 923         | 45,65       |        |        |
| Votants                  | Votants                 | Votants        | 1 043        | 51,58        | 1 099       | 54,35       |        |        |
| Blancs et nuls           | Blancs et nuls          | Blancs et nuls | 13           | 1,24         | 26          | 2,36        |        |        |
| Exprimés                 | Exprimés                | Exprimés       | 1 030        | 98,75        | 1 073       | 97,63       |        |        |
| * Liste du maire sortant |                         |                |              |              |             |             |        |        |

### Uzerche(Corrèze)
En juin 2016, Jean-Paul Grador (PCF) est élu maire.

### Vaiges(Mayenne)
Une élection municipale partielle a eu lieu le 31 janvier 2016 à Vaiges (environ 1000 habitants). Régis Lefeuvre, ex-premier adjoint et tête de l'unique liste est devenu le nouveau maire. L'ancien maire Marc Bernier, qui a un temps voulu monter une liste concurrente, ne s'est pas représenté, mettant fin à sa carrière politique après l'abandon de son mandat de député (2012) et de conseiller général (2015).

### Yutz(Moselle)
19 et 26 juin 2016.